# Лащухин, Михаил Сидорович
Михаил Сидорович Лащухин (4 ноября 1874 — ?) — крестьянин, депутат Государственной думы IV созыва от Таврической губернии.

## Биография
Крестьянин села Тимашевка Тимашевской волости Мелитопольского уезда Таврической губернии. Выпускник начального Тимашевского народного училища. Отбыл воинскую повинность. С 1906 года в запасе. Был помощником сельского, а затем волостного писаря, позднее письмоводитель земского начальника. Состоял членом правления ссудо-сберегательного товарищества. Занимался земледелием на 21 десятине собственной земли, отрубной участок. Собственность в виде сельскохозяйственного инвентаря и построек оценена в 1 тысячу рублей.
25 октября 1912 избран в Государственную думу IV созыва от съезда уполномоченных от волостей Таврической губернии. Примкнул к Прогрессивной фракции. Со второй сессии — к группе Независимых, а позднее стал членом крестьянской группы. Состоял в думских комиссиях: по переселенческому делу; земельной комиссии; по местному самоуправлению; по рабочему вопросу; по народному образованию; продовольственной комиссии; по борьбе с немецким засильем.
В революцию и после февраля 1917 года находился в Петрограде «почти ежедневно посещал Думу».
Дальнейшая судьба и дата смерти неизвестны.

## Семья
- Жена — ? (?—?)[1]
  - Сын — ? (?—?)[1]

### Архивы
- Российский государственный исторический архив. Фонд 1278. Опись 9. Дело 426.